# Babiana ecklonii
Babiana ecklonii là một loài thực vật có hoa trong họ Diên vĩ. Loài này được Klatt miêu tả khoa học đầu tiên năm 1882.